# 운산초등학교 남중분교
운산초등학교 남중분교는 대한민국 충청남도 서산시 운산면 소중리 산36에 있었던 공립 초등학교이다.

## 연혁
- 1970.03.25. : 운산국민학교 소중분실 인가
- 1972.03.01. : 남중분교 인가
- 1973.03.01. : 남중국민학교로 승격개교
- 1994.03.01. : 운산국민학교남중분교장으로 격하
- 2006.03.01. : 남중분교장 폐교(운산초, 운신초, 음암초 분리 통폐합)